# Garibaldi Névé
Garibaldi Névé är en glaciär i Kanada.   Den ligger i provinsen British Columbia, i den sydvästra delen av landet, 3 500 km väster om huvudstaden Ottawa. Garibaldi Névé ligger 2 244 meter över havet. Arean är 35 kvadratkilometer.
Terrängen runt Garibaldi Névé är bergig åt sydost, men åt nordväst är den kuperad. Garibaldi Névé ligger uppe på en höjd. Runt Garibaldi Névé är det mycket glesbefolkat, med 2 invånare per kvadratkilometer.. Det finns inga samhällen i närheten. 
Trakten runt Garibaldi Névé är permanent täckt av is och snö.